# Józef Pilarski
Józef Pilarski (ur. 28 lutego 1893 w Łodzi, zm. 9 lipca 1972 tamże) – polski aktor teatralny i filmowy, reżyser teatralny, dyrektor teatru.

## Życiorys
Aktor samouk, aktorstwa uczył się prywatnie. W 1905 roku za udział w strajku szkolnym został wyrzucony z gimnazjum. Od 1910 roku występował w łódzkich teatrach amatorskich. W 1923 roku zorganizował w Łodzi Teatr Popularny, w którym był dyrektorem i aktorem. W marcu 1945 roku, wyreżyserował pierwsze powojenne przedstawienie w Łodzi, rewię „Nasza jest Łódź”. W 1949 roku zagrał tytułową rolę w inauguracyjnym przedstawieniu tworzonego Teatru Nowego w Łodzi pt. „Brygada szlifierza Karhana”. Z Teatrem Nowym pozostał związany aż do przejścia na emeryturę 31 sierpnia 1965 roku. Był działaczem społecznym, przez wiele lat był członkiem Zarządu Towarzystwa Przyjaciół Łodzi.
Aktorem był również jego syn – Wojciech Pilarski.

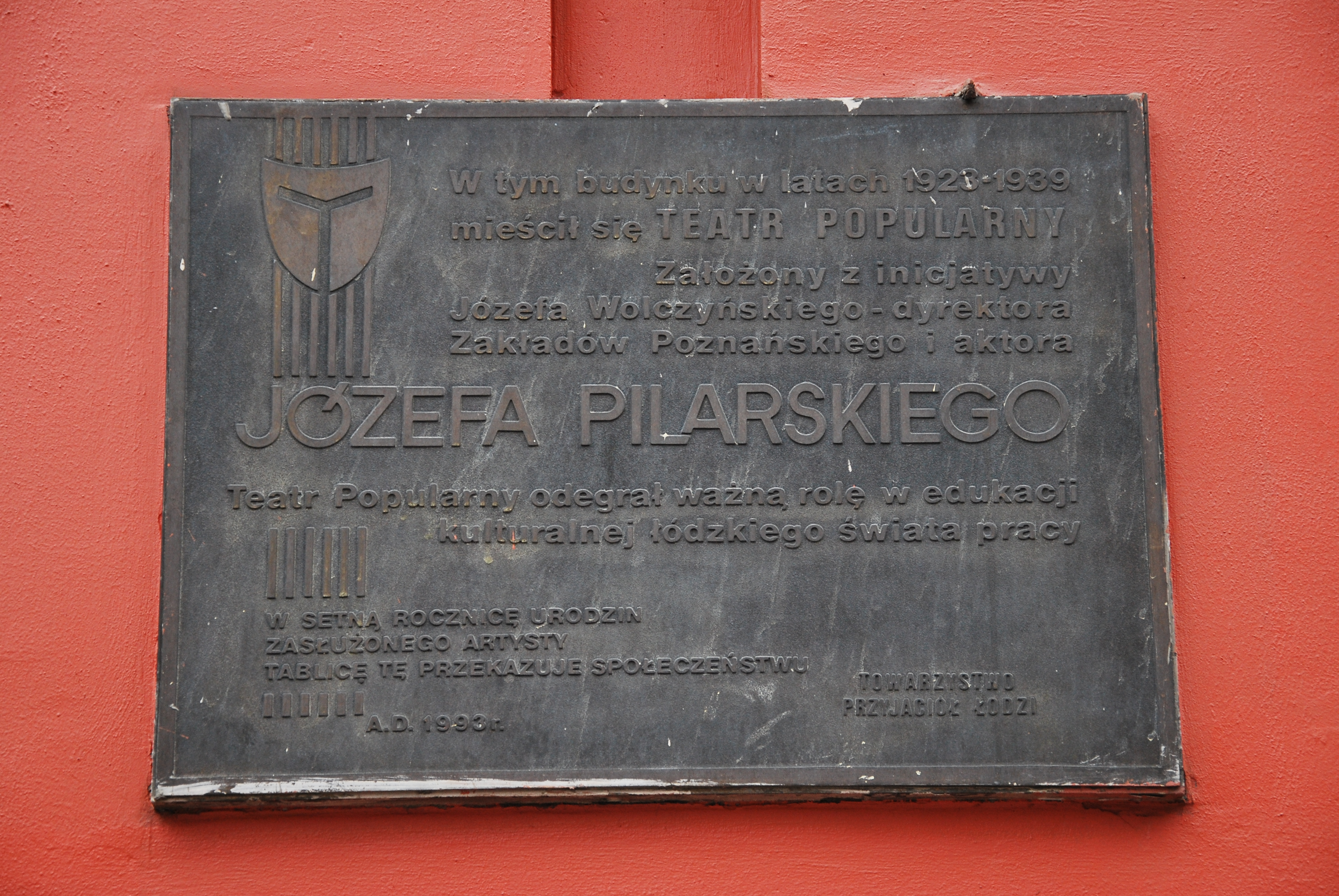
Tablica poświęcona Teatrowi Popularnemu, założonemu przez Józefa Pilarskiego, Łódź ul. Ogrodowa 18

W budynku domu, w którym mieszkał przy ulicy Zachodniej 2 w Łodzi, znajduje się poświęcona aktorowi tablica. Jedna z ulic w Łodzi nosi jego imię. Aktor jest pochowany na Starym Cmentarzu w Łodzi, w części rzymskokatolickiej.

## Filmografia
- Mój drugi ożenek (1963), reż. Z. Kuźmiński – Jarocki
- Milczenie (1963), reż. K. Kutz
- Jadą goście jadą... (1962), reż. A. Trzos – Chłop, pokazujący drogę na Grunwald
- Skarb kapitana Martensa (1957), reż. J. Passendorfer – Knotek, pracownik sieciarni
- Cień (1956), reż. J. Kawalerowicz – Akordeonista
- Podhale w ogniu (1955), reż. J. Batory – Ojciec Wawrzka
- Trzy opowieści (1953) (odc. 3), reż. E. Poleska – Wojciech Wierzbicki
- Sprawa do załatwienia (1953), reż. J. Rybkowski – Mężczyzna na meczu bokserskim
- Piątka z ulicy Barskiej (1953), reż. A. Ford – Sędzia
- Młodość Chopina (1951), reż. A. Ford – Stary chłop, ojciec Ani
- Gromada (1951), reż. J. Kawalerowicz – Stary chłop
- Za wami pójdą inni (1949), reż. A. Bohdziewicz – Krawiec
- Stalowe serce (1948), reż. Stanisław Januszewski – Stary robotnik
- Jasne łany (1947), reż. E. Cękalski – Chłop, „ja bym powiedział”

## Odznaczenia i nagrody
- Złoty Krzyż Zasługi (17 lutego 1950, postanowieniem prezydenta RP Bolesława Bieruta za wybitną działalność artystyczną w Państwowym Teatrze Nowym w Łodzi)[2]
- Nagroda Miasta Łodzi (1956, za długotrwałą działalność w łódzkim środowisku roboczym oraz szereg doskonałych kreacji aktorskich)[3]